# جايسون فريدريك
جايسون فريدريك هو ملحن كندي، ولد في 29 نوفمبر 1970 في غريتر سودبوري في كندا.

## وصلات خارجية
- جايسون فريدريك على موقع IMDb (الإنجليزية)
- جايسون فريدريك على موقع ميوزك برينز (الإنجليزية)
- جايسون فريدريك على موقع قاعدة بيانات الفيلم (الإنجليزية)